# Jörgen Jönsson
Ulf Peter Jörgen Jönsson, född 29 september 1972 i Höja församling, Kristianstads län, är en svensk före detta professionell ishockeyspelare. Han är från och med april 2025 huvudtränare för Färjestad BK i SHL.
Jönsson hör till hockeyvärldens mest meriterade i modern tid. Han vann OS-guld 1994 och 2006, VM-guld 1998 och 2006 samt SM-guld med Färjestad BK säsongerna 1996–97, 1997–98, 2001–02, 2005–06 och 2008–09. Han är den ende ishockeyspelaren i världen som vunnit OS-, VM- och nationellt mästerskapsguld (SM-guld) samma säsong, 2006. 2013 blev han invald i Svensk Hockeys Hall of Fame.
2012 vann han även Mästarnas mästare.

## Biografi
Jönsson växte upp i Ängelholm. Moderklubben är Rögle BK, för vilken han debuterade i elitserien. Efter Rögles degradering till allsvenskan flyttade Jönsson till Karlstad för spel i Färjestad (trots att Rögle försökte sälja honom till Malmö IF, vilket Jönsson vägrade acceptera). Jörgens Jönssons yngre bror, Kenny Jönsson, var även han en spelare i världsklass och blev bland annat utsedd till bäste back vid OS 2006.
Säsongen 1999–00 tillbringade Jönsson i NHL där han gjorde gott ifrån sig. Familjen trivdes emellertid inte i Nordamerika varpå Jönsson med familj flyttade hem till Karlstad igen.  
Jörgen Jönsson har, med sina totalt 285 A-landskamper för Sverige, förstaplatsen i kategorin mest spelade landskamper. Ett rekord som sattes i Globen mot Finland. Jörgen tog över från Jonas Bergqvist som hade det tidigare rekordet på 272 landskamper. I landslaget bär Jönsson tröjnumret 72, i klubblaget 21. 
Jönsson var Färjestads lagkapten, vilket han även var vid ett flertal tillfällen i landslaget.
Den 15 november 2007 blev Jönsson legendarisk i bortamatchen mot Brynäs. Under ett power play fick Jörgen Jönsson pucken djupt i vänsterläge, bröt in mot mål och sköt in en kvitteringspuck i målvakten Daniel Sperrles vänstra kryss. Detta blev Jönssons 500:e poäng i elitserien. Den 17 september 2008 i en match mot Rögle tog Jörgen sin 527:e poäng totalt i elitserien vilket förde upp honom på förstaplatsen i gjorda poäng i grundserien genom tiderna.
Tillsammans med Henrik Zetterberg, Mikael Samuelsson, Kenny Jönsson, Ronnie Sundin, Niklas Kronwall, Mika Hannula och Stefan Liv blev Jörgen Jönsson först att vinna OS-guld och VM-guld samma säsong (2006). Jönsson tog även SM-guld under säsongen och är ensam i världen om att under en säsong ha vunnit guld i OS, VM och nationellt mästerskap under en och samma säsong. På försäsongen samma år (2006) vann Jönsson även Nordic Trophy med Färjestad.
Under julen 2008 meddelande Jönsson att den då pågående säsongen skulle bli hans sista i elitserien och Färjestads BK, som han 8 april 2009 avslutade genom att vinna SM-guld. Jörgen fortsatte i Färjestads organisation som assisterande sportchef.
Den 10 mars 2010 blev det klart att Jörgen Jönsson omedelbart blir en av de assisterande tränarna i Färjestad.
Den 15 oktober 2013 avslutade Jönsson sin anställning som sportchef hos Färjestad för att sedan ta en annan roll inom föreningen.
Den 13 mars 2016 blev det klart att Jönsson skulle vara assisterande tränare för Växjö Lakers säsongen 2016/2017
Den 4 december 2018 blev det klart att Jönsson blir assisterande tränare för Örebro HK säsongen 2018/2019, detta efter att Örebro sparkat Niklas Sundblad och Petri Liimatainen. Den 29 mars 2019 meddelade sportchefen Niklas Johansson att Örebro hockey förlängt kontraktet med Jörgen Jönsson som assisterande tränare för säsongen 2019/2020.

## Statistik

### Klubbkarriär
| 1990–91            | Rögle BK                | Allsvenskan        | 24  | 4   | 2   | 6   | 2   |     |    |    |    |    |
| 1991–92            | Rögle BK                | Allsvenskan        | 27  | 1   | 8   | 9   | 6   |     |    |    |    |    |
| 1992–93            | Rögle BK                | Elitserien         | 40  | 17  | 11  | 28  | 28  | –   | –  | –  | –  | –  |
| 1993–94            | Rögle BK                | Elitserien         | 40  | 17  | 14  | 31  | 46  | 3   | 1  | 0  | 1  | 2  |
| 1994–95            | Rögle BK                | Elitserien         | 22  | 4   | 6   | 10  | 18  | –   | –  | –  | –  | –  |
| 1995–96            | Färjestad BK            | Elitserien         | 39  | 11  | 15  | 26  | 36  | 8   | 0  | 4  | 4  | 6  |
| 1996–97            | Färjestad BK            | Elitserien         | 49  | 12  | 21  | 33  | 58  | 14  | 9  | 5  | 14 | 14 |
| 1997–98            | Färjestad BK            | Elitserien         | 45  | 22  | 25  | 47  | 53  | 12  | 2  | 9  | 11 | 12 |
| 1998–99            | Färjestad BK            | Elitserien         | 48  | 17  | 24  | 41  | 44  | 4   | 0  | 2  | 2  | 4  |
| 1999–00            | New York Islanders      | NHL                | 68  | 11  | 17  | 28  | 16  | –   | –  | –  | –  | –  |
| 1999–00            | Mighty Ducks of Anaheim | NHL                | 13  | 1   | 2   | 3   | 0   | –   | –  | –  | –  | –  |
| 2000–01            | Färjestad BK            | Elitserien         | 50  | 20  | 26  | 46  | 32  | 15  | 5  | 12 | 17 | 12 |
| 2001–02            | Färjestad BK            | Elitserien         | 50  | 22  | 17  | 39  | 20  | 10  | 5  | 1  | 6  | 16 |
| 2002–03            | Färjestad BK            | Elitserien         | 49  | 16  | 23  | 39  | 58  | 14  | 0  | 4  | 4  | 2  |
| 2003–04            | Färjestad BK            | Elitserien         | 49  | 16  | 21  | 37  | 24  | 17  | 6  | 6  | 12 | 16 |
| 2004–05            | Färjestad BK            | Elitserien         | 50  | 11  | 21  | 32  | 38  | 15  | 4  | 4  | 8  | 6  |
| 2005–06            | Färjestad BK            | Elitserien         | 48  | 17  | 16  | 33  | 60  | 18  | 9  | 9  | 18 | 6  |
| 2006–07            | Färjestad BK            | Elitserien         | 48  | 15  | 32  | 47  | 44  | –   | –  | –  | –  | –  |
| 2007–08            | Färjestad BK            | Elitserien         | 42  | 6   | 20  | 26  | 24  | 12  | 5  | 5  | 10 | 12 |
| 2008–09            | Färjestad BK            | Elitserien         | 42  | 8   | 12  | 20  | 32  | 6   | 1  | 3  | 4  | 6  |
| Elitserien totalt  | Elitserien totalt       | Elitserien totalt  | 579 | 202 | 240 | 442 | 517 | 149 | 41 | 56 | 97 | 84 |
| Allsvenskan totalt | Allsvenskan totalt      | Allsvenskan totalt | 51  | 5   | 10  | 15  | 8   |     |    |    |    |    |
| NHL totalt         | NHL totalt              | NHL totalt         | 81  | 12  | 19  | 31  | 16  | –   | –  | –  | –  | –  |